# 사마바자우어군
사마·바자우어군(영어: Sama–Bajaw languages)은 필리핀, 인도네시아, 말레이시아의 사마바자우족 사람들이 사용하는 언어들이 이루는 잘 확립된 어군이다. 주로 보르네오섬과 술루 제도에서 쓰인다.

## 언어
Grimes (2003)에 따르면 사마바자우어군에는 9개의 언어가 속한다.
1. 발랑잉이어 (북사마어)
2. 중앙 사마어
3. 남사마어
4. 팡우타란 사마어
5. 마푼어
6. 야칸어
7. 아바크논어
8. 인도네시아 바자우어
9. 서안 바자우어

첫 여섯 개 언어는 필리핀 남부의 술루 지방에서 쓰인다. 아바크논어는 필리핀의 동비사야스 지방에서 쓰인다. 인도네시아 바자우어는 주로 술라웨시섬에서, 서안 바자우어는 보르네오섬의 사바주에서 쓰인다. 각 언어에는 다양한 방언이 있다.
로버트 블러스트 (2006)는 어휘적 증거를 바탕으로 사마바자우어군이 보르네오섬 동남부의 바리토강 지역에서 기원하였지만, 기존의 바리토어군 하위 분류에는 속하지 않는다고 주장하였다. 에스놀로그도 여기에 동의하며 바리토어군과 사마바자우어군을 묶어 확대 바리토어군이라 부른다.

## 참고 문헌
- Blench, Roger. 2016. The linguistic background to SE Asian sea nomadism. In Sea nomads of SE Asia past and present. Bérénice Bellina, Roger M. Blench & Jean-Christophe Galipaud eds. Singapore: NUS Press.
- Pallesen, A. Kemp. 1985. Culture contact and language convergence. Philippine journal of linguistics: special monograph issue, 24. Manila: Linguistic Society of the Philippines.